# Matti Nurminen
Matti Tapani Nurminen, född 10 december 1947 i Rovaniemi, är en finländsk skulptör. 
Nurminen studerade 1969–1971 vid Konstindustriella läroverket och 1971–1975 vid Finlands konstakademis skola samt ställde ut första gången 1974. Tidigare, på 1980-talet, var han känd för sina träskulpturer; senare har han övergått till att använda sten (granit eller diorit) eller brons, som han stundom förser med låga reliefer och dekorativa element. Han har haft sinne för det monumentala, det klassiskt strama och har inspirerats av gammal arkitektur, valvbågar, portar, torn, kolonner och obelisker, med drag från antiken. 
Offentliga arbeten av Nurminen finns bland annat på arbetsministeriet (1986), utrikesministeriet (1987), Rovaniemi hovrätt (dörrelief, 1995) och utomlands bland annat på stadshuset i Nyköping (1998) och Finlands ambassad i Berlin (1999). Han undervisade vid konstskolan i Lahtis 1976–1980, Konstindustriella högskolan 1980–1998 och Bildkonstakademin 1998. Han var ordförande för Bildhuggarförbundet 1994–1997.